# Nederlek

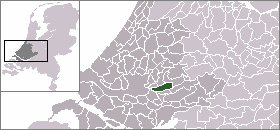
Lägeskarta

Nederlek är en historisk kommun i provinsen Zuid-Holland i Nederländerna. Kommunens totala area är 31,44 km² (där 3,60 km² är vatten) och invånarantalet är på 14 831 invånare (2004).